# Clay Guida
Clayton Charles Guida, född 8 december 1981 i Round Lake, är en amerikansk MMA-utövare som sedan 2006 tävlar i organisationen Ultimate Fighting Championship.